# Vesna (mitologija)
Vesna je mitski lik čije ime dolazi iz riječi za proljeće u više slavenskih jezika. Prema etnologu Janezu Bogataju, ovaj lik nije dio autentične slavenske mitologije, već predstavlja novije pseudobožanstvo temeljeno na raznim likovima vještica u predaji ruralnih naselja.

## Etimologija
Vesnino ime dolazi iz praslavenske riječi *vesna, koja je značila »proljeće«. Ta je riječ naslijeđena u ruski, poljski, ukrajinski i bjeloruski jezik, gdje je danas svakodnevni naziv za proljeće, te u slovenski, češki i slovački, u kojima predstavlja pjesnički naziv proljeća. U hrvatskome je jeziku ona preuzeta iz češkoga u tome značenju.